# Atila Septar

a Compétitions nationales et continentales officielles uniquement.

b Matchs officiels uniquement.
Dernière mise à jour le 16 mars 2025.
Atila Septar, né le 2 juin 1996 à Constanța (Roumanie), est un joueur international roumain de rugby à XV jouant aux postes de centre et d'ailier à Provence Rugby.
Il est le fils de l'ancien international roumain, Erdinci Septar.

## Biographie

### Jeunesse et formation
Atila Septar a débuté le rugby au sein de l'école de rugby de l'USA Limoges en 2005,.
Atila Septar arrive en 2011 au CA Brive.

### Carrière en club
Atila Septar évolue essentiellement avec l'équipe espoir de Brive durant ces deux années mais il fait quelques matches de Challenge européen.
En février 2016, au moment de signer son premier contrat pro, il décide de quitter le club corrézien pour s'engager avec ASM Clermont Auvergne.
Durant ces deux saisons en Auvergne, il ne joue que six matches de Top 14. Il s'engage avec la Section paloise en mai 2018 pour la saison suivante.
Centre, de formation, Atila Septar est repositionné à l'aile, pour pallier les absences au sein du club béarnais au début de la saison 2019-2020. En octobre 2020, il prolonge son contrat jusqu'en 2024.
En juin 2021, il est libéré de son contrat et il prend la direction du RC Toulon en échange de Daniel Ikpefan qui rejoint le Béarn. En deux saisons avec Toulon, il ne dispute que 16 matchs.
En février 2023, il s'engage avec Provence rugby pour deux saisons à partir de la saison 2023-2024.

### Carrière en équipe nationale
Il compte 10 sélections avec l'équipe de France des moins de 20 ans,. En 2016, il participe au tournoi des Six Nations des moins de 20 ans. Il participe à la coupe du monde des moins de 20 ans en 2016.
Appelé en équipe de Roumanie, il quitte la sélection peu avant la Coupe du monde 2023 pour des raisons personnelles.

## Palmarès
Avec l'ASM Clermont
- Vainqueur du Championnat de France en 2017